# Freek Jacobus Vonk
Freek Jacobus Vonk (Dordrecht, 24 de febrer del 1983) és un biolèg i presentador de televisió neerlandès especialitzat en serps.

## Carrera
Va estudiar Biologia a la Universitat de Leiden i es va especialitzar en la biologia evolutiva dels rèptils. El 2006 va ser coautor d'un article a la revista Nature sobre les seves investigacions de glàndules de verí en les sargantanes. El 2007 va escriure el seu primer article científic propi per a la revista Litteratura Serpentium i va ser nominat pel Premi Academisch Jaar.
El 2008, Freek Vonk va rebre una beca per a grans talents de l'Organització Neerlandesa per a la Recerca científica (NWO) amb la qual va finançar la seva tesi doctoral. Va obtenir el seu doctorat el setembre del 2012 a la Universitat de Leiden amb la tesi Snake evolution and prospecting of snake venom.
Entre setembre 2012 i març 2014, Vonk va treballar per la Universitat de Bangor, a Gal·les, on va investigar la cobra reial com a part del grup de treball biologia molecular i evolució. Des del setembre 2014 treballa per Naturalis a Leiden, on investiga el genoma de l'escurçó malai i de la cobra reial.

## Televisió
Durant els seus estudis, Vonk va aparèixer sovint als mitjans de comunicació, com als programes De Wereld Draait Door, GIEL i Vroege Vogels. També va escriure columnes per a, entre d'altres, Sp!ts i KIJK.
Freek Vonk va fer i presentar des del 2012 diversos programes de televisió per a National Geographic a Discovery Channel. Des del juliol 2012, l'organització pública de televisió i ràdio VPRO va emetre el programa Freek op Safari. El 2014 va fer la sèrie Freek Vonk in Australië i ha emprès accions per a portar l'esquelet d'un tiranosaure descobert per investigadors de Leiden als Estats Units d'Amèrica al museu d'història natural Naturalis.
El 15 d'octubre del 2015 va guanyar amb el seu programa Freeks Wilde Wereld el premi Gouden Stuiver al millor programa infantil.